# Rafael Ramos Lozano
Rafael Ramos Lozano, més conegut com a Rafita, és un futbolista professional mallorquí, nascut el 18 de setembre de 1982. Ocupa la posició de defensa.
Començà a destacar al modest Ferriolense, de la Tercera balear. D'allà passà al filial del RCD Mallorca. Amb l'equip de Son Moix arribà a debutar a Primera Divisió, jugant un partit de la temporada 2005/06 el 28 d'agost de 2005, contra el Deportivo de la Corunya. L'any següent fou cedit al Ciudad de Murcia, de la categoria d'argent.
L'estiu del 2007 fitxà pel CE Castelló, també a la Segona Divisió, tot jugant 60 partits en dos anys.
La temporada 2010/11 fou traspassat al Recreativo de Huelva on hi tenia contracte fins a 2013, tot i que no el va complir en ser traspassat a la UD Almería l'any següent.